# Etrema denseplicata
Etrema denseplicata é uma espécie de gastrópode do gênero Etrema, pertencente a família Clathurellidae.